# Vratislav Nechleba
Vratislav Nechleba (17. června 1885, Královské Vinohrady – 26. července 1965, Praha) byl český malíř-portrétista, profesor AVU.

## Život
Po absolvování reálky v Lounech (1902) vystudoval Akademii výtvarných umění v Praze v letech 1902–1907 v ateliéru profesora Maxmiliána Pirnera. Poté na základě Lerchova stipendia absolvoval studijní cesty do Itálie, Rakouska a Německa. V roce 1918 byl jmenován profesorem na AVU. Zde působil až do roku 1958. Několikrát byl zvolen rektorem AVU (1926–1928, 1931–1933, 1939–1940, 1945–1946).
V letech 1908–1949 byl členem SVU Mánes.

## Dílo
Nejznámější část jeho díla tvoří portréty, včetně tzv. oficiálních portrétů – herec Eduard Vojan (1911), malíř T. F. Šimon (1922), Karel Kramář, Tomáš Garrigue Masaryk, portréty členů rodiny Bartoňů z Dobenína (majitelů zámku v Novém Městě nad Metují) a mnoho dalších. Vedle toho se věnoval i krajinomalbě, žánrovým výjevům a zátiší. Namaloval i řadu autoportrétů. Na rozdíl od svého konkurenta Otty Peterse se po roce 1948 rychle adaptoval na nový režim a portrétoval komunistické představitele státu (Klement Gottwald, Antonín Zápotocký). Spisovatele  Otu Pavla  inspiroval k vytvoření postavy vybíravého portrétisty profesora Nejezchleba.
Ilustroval také knihy (Příjezd T. G. Masaryka do vlasti 1918 a j.)

## Ocenění díla
- 1937 zlatá medaile na Světové výstavě v Paříži
- 1940 Národní cena
- 1940 Mánesova cena České akademie věd a umění
- 1953 laureát státní ceny za portrét Klementa Gottwalda
- 1955 udělen titul zasloužilý umělec

## Výstava
V galerii GASK se v termínu 13. 10. 2024 – 2. 3. 2025 koná výstava Už jde… Vratislav Nechleba (1885–1965) Verista v pasti modernismu, která nabízí přehlídku děl z celého období Nechlebovy tvorby. Galerie v 1. polovině 20. let 21. století restaurovala podstatnou část obrazové sbírky, kterou získala v roce 2001 jako dar od paní Anny Nechlebové, a právě tato díla jsou návštěvníkům prezentována.

## Zobrazení ve filmu
Předobrazem postavy malíře Nejezchleba, kterou ve filmu Smrt krásných srnců (1986) režiséra Karla Kachyni ztvárnil herec Lubor Tokoš, je právě Vratislav Nechleba. Postava se vyskytuje již v literární předloze – povídkovém souboru Oty Pavla. 